# Huso
Huso Brandt and Ratzeburg, 1833 è un genere della famiglia degli Acipenseridi. Insieme al genere Acipenser costituisce la sottofamiglia degli Acipenserini.

## Descrizione
I membri del genere Huso si distinguono dagli storioni del genere Acipenser per la forma della bocca e dei barbigli: nelle due specie di Huso, infatti, la bocca, grande e semilunata, si estende fino al margine del muso e i barbigli sono appiattiti. Negli Acipenser, invece, la bocca è assai più piccola e i barbigli sono arrotondati.
Rispetto al più numeroso genere Acipenser, Huso comprende solamente due specie: lo storione ladano o beluga e il kaluga. Lo storione ladano (Huso huso), diffuso nell'Adriatico, nel Mar Nero e nel Caspio, è comunemente noto in Russia come «beluga», con lo stesso nome, cioè, che lungo le coste settentrionali russe viene attribuito ad un Cetaceo, il delfinattero bianco (Delphinapterus leucas). Tipica forma migratrice, lo storione ladano si trasferisce abitualmente per svernare e per deporre le uova nei grandi fiumi che sfociano nei mari dove è solito vivere: a seconda delle stagioni e dell'entità numerica dei banchi risalenti la corrente, è così possibile suddividere la specie in razze estive e razze invernali. Un tempo, questo gigantesco storione era molto comune lungo tutto il corso del Danubio: Schrank, ad esempio, riferisce che nel 1692 esemplari della specie si erano spinti addirittura fino alla Baviera e, secondo Olah, nel 1763 in Ungheria ne furono catturati in quantità tali da rendere impossibile una valutazione economica. Oggi lo storione ladano abita soltanto il corso inferiore del fiume e le acque del Mar Nero prospicienti la sua foce, che abbandona dopo il disgelo per risalire controcorrente fino quasi alla gola delle Porte di Ferro, ove depone generalmente le uova. In Russia si cerca, con misure protezionistiche e allevamenti artificiali, di conservare o ricostituire i popolamenti di questa specie che, quale produttrice del famoso caviale «Beluga», riveste una notevole importanza economica. Il secondo rappresentante del genere, il kaluga (Huso dauricus), o beluga di fiume, è diffuso lungo il corso dell'Amur, fino alle sorgenti degli affluenti Šilka e Argun.